# Michael Krüger
Pour les articles homonymes, voir Krüger.
Michael Krüger (né le 9 décembre 1943 à Schnaudertal en Allemagne) est un écrivain, éditeur, et traducteur allemand. Il a reçu en 1996 le prix Médicis étranger pour son roman Himmelfarb.

## Biographie
Michael Krüger naît dans le quartier de Wittgendorf à Schnaudertal et grandit à Berlin. Après ses études, il travaille chez un éditeur puis tient une librairie à Londres de 1962 à 1965. De retour en Allemagne, il travaille comme lecteur chez Carl Hanser Verlag, dont il devient éditeur en chef en 1986.
En parallèle, il mène une carrière d'écrivain à partir de 1972 en publiant poèmes, nouvelles et romans.
Il est élu membre de l'Académie des arts de Berlin en 1995.

## Œuvres
- Reginapoly, poésie, éd. Hanser, 1976
- Diderots Katze, poésie, éd. Hanser, 1978
- Nekrologe en collaboration avec Ludwig Harig, Harlekin-Presse, 1979
- Lidas Taschenmuseum, ouvrage collaboratif, poésie, éd. Pfaffenweiler Presse, 1981
- Wiederholungen, éd. Klaus Wagenbach, 1983
- Was tun? Eine altmodische Geschichte, éd. Klaus Wagenbach (Quartheft 131), 1984
- Die Dronte, poésie, éd. Hanser, 1985
- Zoo, poésie, éd. Pfaffenweiler Presse, 1986
- Warum Peking? Eine chinesische Geschichte, éd. Klaus Wagenbach (Quartheft 145), 1986
- Wieso ich? Eine deutsche Geschichte, éd. Klaus Wagenbach (Quartheft 152), 1987
- Warum Peking? Wieso ich? Zwei Erzählungen, éd. Volk und Welt, 1989
  - Pourquoi moi ? et autres récits, 1990
- Idyllen und Illusionen. Tagebuchgedichte, éd. Klaus Wagenbach (Quartheft 165), 1989
- Hinter der Grenze, poésie, éd. Pfaffenweiler Presse, 1990
- Das Ende des Romans, nouvelle, éd. Residenz, 1990
  - trad. La Fin du roman, 1992
- Der Mann im Turm, roman, éd. Residenz, 1991
  - L'Homme de la tour, 1994
- Himmelfarb, roman, éd. Residenz, 1993
  - traduit en français en  Himmelfarb, éditions du Seuil, 1996

prix Médicis étranger 1996
- Brief nach Hause, poésie, éd. Residenz, 1993
- Nachts, unter Bäumen, poésie, éd. Residenz, 1996
- Wettervorhersage, poésie, éd. Residenz, 1998
- Aus dem Leben eines Erfolgsschriftstellers, récits, éd. Sanssouci Verlag, 1998
- Wieso ich? Drei haarsträubende Geschichten (Was tun? Warum Peking? Wieso ich?), éd. Wagenbach, 2000
- Das Schaf im Schafspelz et contes d'autres livres, Sanssouci, 2000
- Die Cellospielerin, roman, éd. Suhrkamp, 2000
  - La Violoncelliste, 2004
- Keiner weiß es besser als der Mond, poésie (illustré par Quint Buchholz), éd. Hanser, 2001
- Wer das Mondlicht fängt, photos et poèmes, éd. Sanssouci, 2001
- Vom Licht ins Dunkel, neuf poèmes, illustrés par des gravures d'Erika Hegewisch, éd. Merlin, 2001
- Das falsche Haus, nouvelle, éd. Suhrkamp, 2002 
  - La Maison fantôme, 2005
- Kurz vor dem Gewitter, poésie, éd. Suhrkamp, 2003
- Vorworte, Zwischenbemerkungen, Nachrufe, éd. Sanssouci, 2003
- Literatur & Alkohol - Liquide Grundlagen des Buchstaben-Rausches, (avec Ekkehard Faude), éd. Libelle, 2004
- Die Turiner Komödie - Bericht eines Nachlaßverwalters, Suhrkamp, (trad. La Comédie de Turin), 2005
- Literatur als Lebensmittel, éd. Sanssouci, 2008
- Schritte, Schatten, Tage, Grenzen: Gedichte 1976 - 2008, post-face d'Hans Jürgen Balmes, S. Fischer, 2008  (ISBN 978-3-596-18491-0)
- Ins Reine, éd. Suhrkamp Verlag, 2010  (ISBN 978-3-518-42168-0)
- Der Gott hinter dem Fenster, éd. Haymon Verlag, Innsbruck-Vienne, 2015  (ISBN 978-3-7099-7191-8)
  - L'Homme qui embrassait les arbres, nouvelles, 2016  (ISBN 978-2-02-131377-2))